# Цистиди

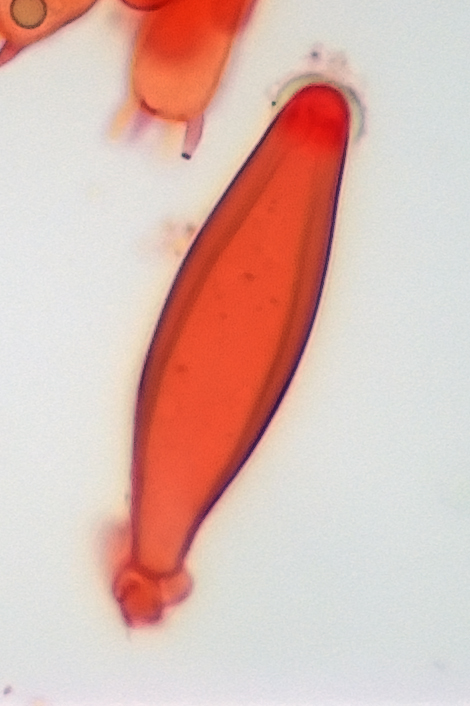
Метулоїд Іноцибе

Цистиди (з грец. cystis – міхур) – стерильні, безколірні або слабо забарвлені клітини, що містяться в гіменіальному шарі плодового тіла базидієвих грибів (Basidiomycota). Різновиди цистид відрізняються контурами, ступенем потовщення клітинної оболонки, наявністю кристалічних інкрустацій тощо: вирізняють тонкостінні й товстостінні, мішкоподібні, пляшкоподібні, веретеноподібні, сферичної чи булавоподібної форми, деякі з відкладанням кристалів оксалату кальцію або з численними відгалуженнями. За місцем утворення розрізняють хейлоцистиди (на гостряку пластинки плодового тіла), плевроцистиди (збоку пластинки), каулоцистиди (на ніжці). 
Функції цистид до кінця не з’ясовані. У деяких цистидах відкладаються різні речовини, що, ймовірно, виконують екскреторну роль, інші – опорну роль, зміцнюючи й оберігаючи гіменіальний шар від механічних подразнень. Термін цистиди запропонував у 1837 р. франц. міколог Ж. А. Левельє (1796–1870) у книзі «Дослідження гіменія шапинкових грибів», описуючи специфічні репродуктивні структури грибів, які він назвав базидіями.